# Вєтрова Євгенія Іванівна
Євгенія Іванівна Вє́трова (до шлюбу Семенова; нар. 22 листопада 1913, Санкт-Петербург — пом. 16 вересня 2006, Санкт-Петербург) — українська акторка театру. Заслужена артистка УРСР з 1957 року.

## Біографія
Народилася 9 [22] листопада 1913 року у місті Санкт-Петербурзі (нині Росія). У 1935 році у Ленінграді закінчила Школу акторської майстерності (курс Б. Смирнова).
Упродовж 1935—1936 років працювала у Ленінградському театрі імені Ленінського комсомолу; у 1937—1944 роках — у Ворошиловградському театрі юного глядача; у 1944—1950 роках — у Кіровоградському російському драматичному театрі імені Сергія Кірова; у 1951—1952 роках — в Одеському театрі Радянської армії; у 1952—1959 роках — у Ворошиловградському російському драматичному театрі; у 1960—1963 роках — у Донецькому російському драматичному театрі у Жданові; у 1963—1983 роках — знову у Ворошиловградському російському драматичному театрі.
Була у шлюбі з режисером Петром Вєтровим.
З 1994 року проживала у Санкт-Петербурзі. Померла у Санкт-Петербурзі 16 вересня 2006 року.

## Ролі
- Акуліна Іванівна («Міщани» Максима Горького);
- Анель («Для домашнього огнища» за Іваном Франком);
- Лариса, Катерина («Безприданниця», «Гроза» Олександра Островського);
- Дульська («Мораль пані Дульської» Габріелі Запольської);
- Севідж («Дивна місіс Севідж» Джона Патріка);
- Філумена («Філумена Мартурано» Едуардо де Філіппо);
- Дуенья («День чудових обманів» Річарда Шерідана).